# Daniel Martín Alexandre
Daniel Martín Alexandre, noto anche con lo pseudonimo di Dani o con il nome Daniel Martín (Siviglia, 16 settembre 1981), è un ex calciatore spagnolo, attaccante.

## Palmarès

### Club

#### Competizioni nazionali
- Coppa di Spagna: 1

Betis: 2004–2005